# Tunica Gamblers
I Tunica Gamblers sono stati una franchigia di pallacanestro della WBA, con sede a Tunica, nel Mississippi, attivi dal 2004 al 2005.
Nati nel 2004, disputarono però solo la stagione WBA 2005, terminando con un record di 3-21. Nei play-off persero al primo turno con i Magic City Court Kings.

## Stagioni
| Stagione | Lega | Denominazione   | V | P  | %    | Piazzamento | Play-off    |
| -------- | ---- | --------------- | - | -- | ---- | ----------- | ----------- |
| 2005     | WBA  | Tunica Gamblers | 3 | 21 | 12,5 | 4º          | Primo turno |